# Doda (Punyab)
Doda es una villa de la India en el distrito de Mukatsar, Estado de Panyab. Según el censo de 2011, tiene una población de 13.070 habitantes.